# Aérodrome Vunisea de Kadavu
Pour les articles homonymes, voir KDV.
L'aéroport de Vunisea code IATA : KDV • code OACI : NFKD , est un aéroport situé près de Vunisea ( Namalata ) sur l'île de Kadavu aux Fidji. Aussi connu comme l' aéroport de Namalata  ou l'aéroport de Kadavu  il permet à de nombreux touristes de surfer et de faire du kayak aux Fidji. Il est exploité par Airports Fiji Limited.

## Installations
L'aéroport se trouve à une altitude de 2 m. Il a une piste de 916 mètres.

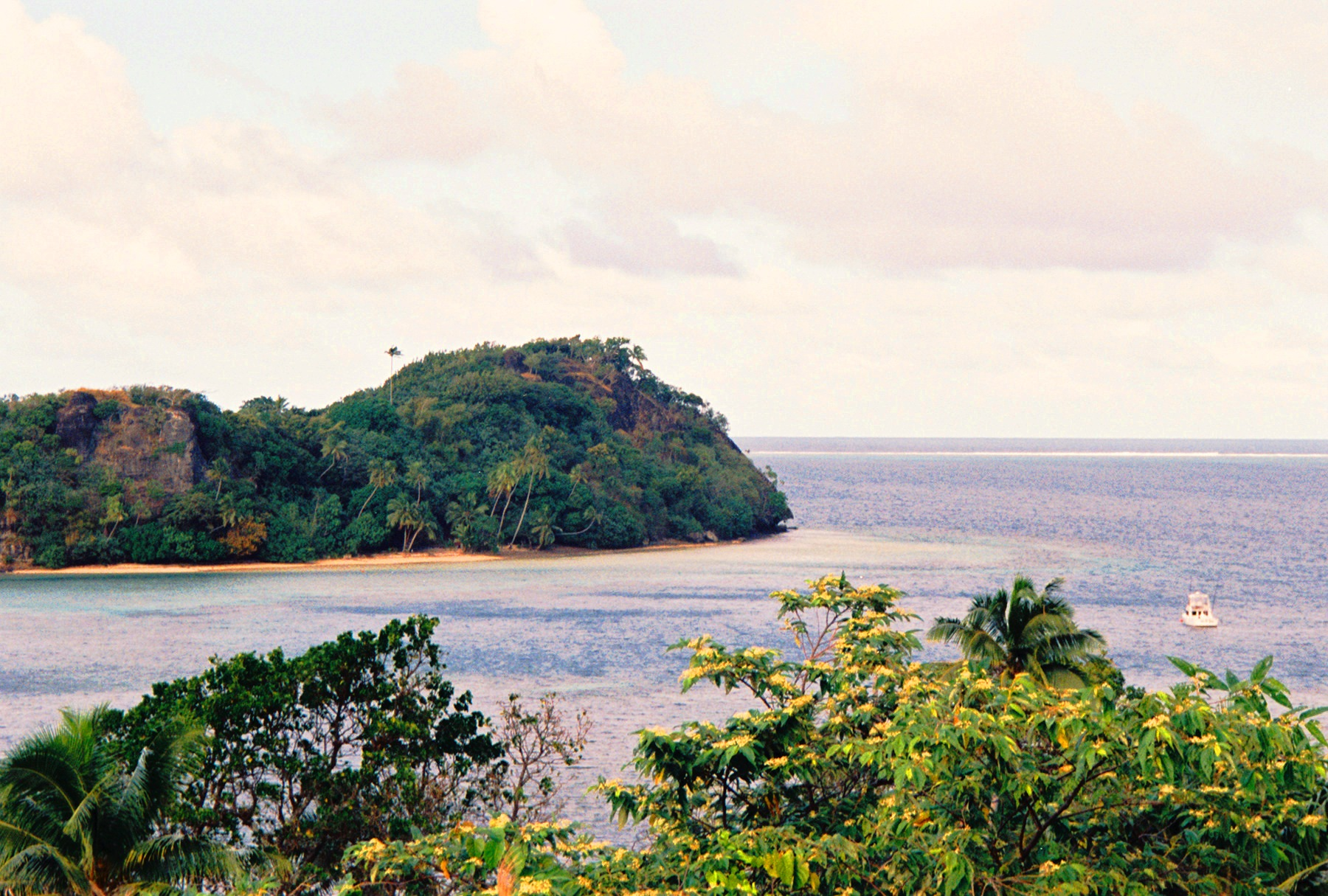

## Situation
| Cicia Gau Koro Labasa Lakeba Levuka Malolo Mana Matei Moala Nadi Suva Rotuma Savusavu Vanuabalavu Vunisea Yasawa |

## Compagnies aériennes et destinations
| Compagnies                       | Destinations       |
| -------------------------------- | ------------------ |
| Fiji Airways opéré par Fiji Link | Nadi, Suva-Nausori |

Édité le 20/05/2020